# كمك نادعلي (لوداب)
كمك نادعلي (بالفارسية: کمک نادعلی) هي قرية تقع في إيران في قسم لوداب الريفي. يقدر عدد سكانها بـ 23 نسمة بحسب إحصاء 2016.